# Laparoscòpia

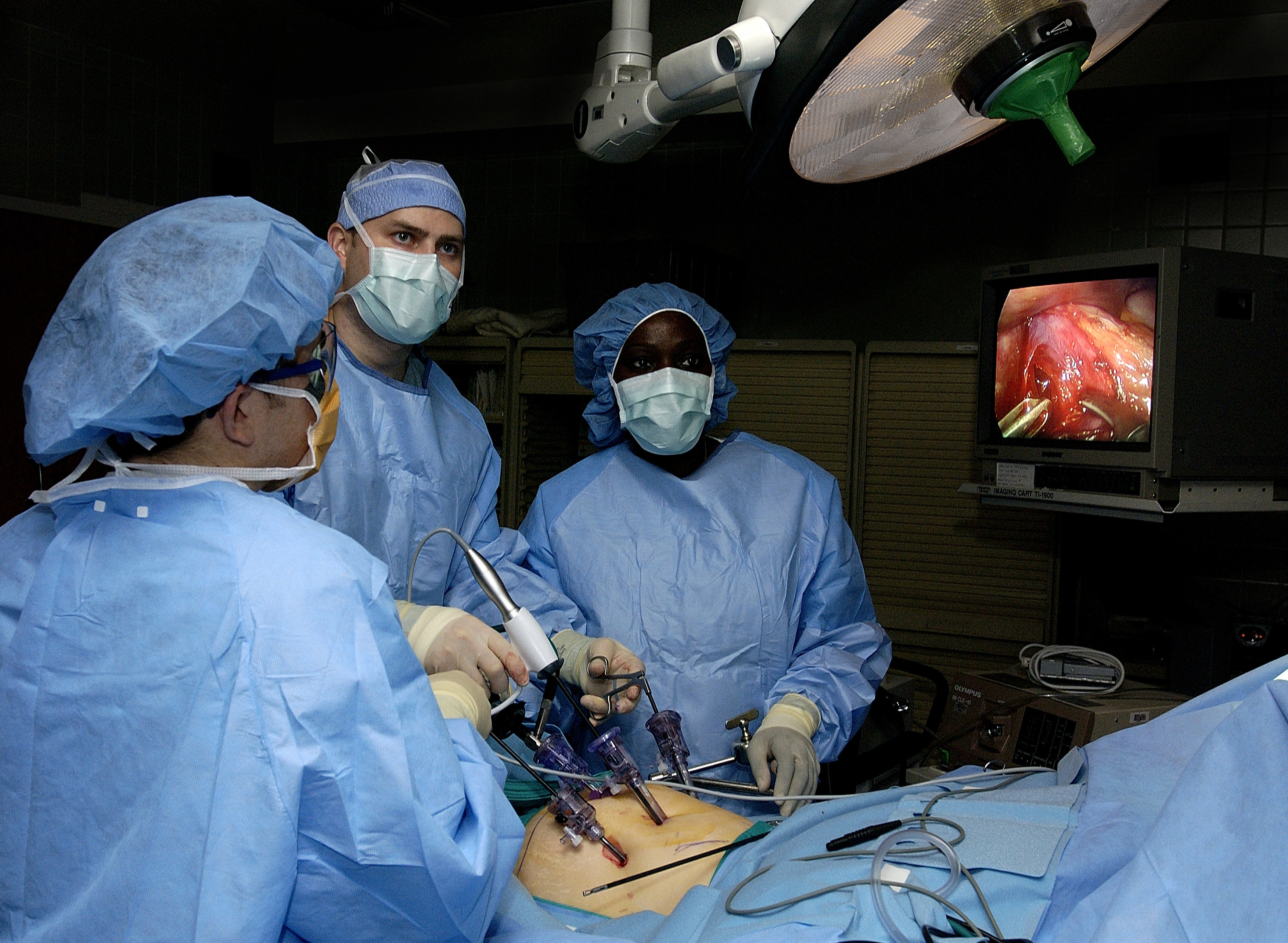
Cirurgians realitzant una cirurgia laparoscòpica de l'estomac.

La laparoscòpia és una tècnica que permet la visió de la cavitat pelviabdominal amb l'ajuda d'uns dispositius òptics, introduïts a través de petites incisions a la paret abdominal. A través d'una d'aquestes, la fibra òptica es transmet a la llum que il·lumina la cavitat, mentre que s'observen les imatges de l'interior amb una càmera connectada al mateix lent. L'aparell utilitzat s'anomena torre de laparoscòpia.
Això permet, dos objectius:
- El diagnòstic laparoscòpic: quan no s'ha pogut establir un diagnòstic amb altres tècniques o quan cal, a més, realitzar una biòpsia.
- La cirurgia laparoscòpica, de la que en parlarem més avall.

Així es considera un sistema de cirurgia d'invasió mínima que té per objecte guarir o corregir malalties. Les incisions són petites (entre 0,5 i 1,5 cm), a diferència de les àmplies que representen les de les laparotomies. Hi ha procediments com la colecistectomia, on el benefici quirúrgic no justifica grans incisions, però hi ha altres com l'operació de Whiple (pancreatoduodenectomia), on una incisió gran és irrellevant, respecte al procediment en si, si més no en l'actualitat.
Que el port d'accés sigui petit no vol dir que estigui exempta de riscos, ja que es té accés a òrgans vitals que poden ser danyats. Aquesta incisió s'utilitza durant un curt període, al final del procediment, disminuint així el risc d'infecció de la ferida, el dolor postoperatori i les lesions musculars de la paret abdominal. Això fa que el postoperatori sigui menys dolorós, els pacients requereixen menys analgèsics i es mobilitzin abans.
Pràcticament qualsevol cirurgia abdominal i pelviana es pot fer a través d'aquesta tècnica, entre algunes d'elles tenim la colecistectomia, la cistectomia, l'apendicectomia, la resecció intestinal, l'esterilització quirúrgica o la pancreatectomia, tot això es pot fer usant el melic com a via d'entrada per al cable.
El 1975, el Dr Tarasconi, del Departament de Ginecologia i Obstetrícia de la Facultat de Medicina de la Universitat de Passo Fundo (Passo Fundo, Rio Grande do Sul, Brasil), va iniciar la seva experiència amb resecció de les trompes de Fal·lopi per laparoscòpia (salpingectomia), que va ser comunicada primerament en el tercer congrés de la AAGL (American Association of Gynecologic Laparoscopist), realitzat a Atlanta (Geòrgia), al novembre de 1976. Aquest va ser el primer relat sobre una resecció laparoscòpica registrat en la literatura mèdica.
Entre alguns avantatges de la cirurgia laparoscòpica respecte a la cirurgia oberta tradicional es troben el menor grandària de la incisió amb el consegüent millor efecte estètic, el menor dolor postoperatori i en línies generals una recuperació més ràpida del pacient i menor estada hospitalària.
Per a la pràctica d'aquestes tècniques el cirurgià encarregat ha de tenir una bona experiència amb l'ús de la laparoscòpia i una sòlida formació, ja que encara que és semblant, no és exactament igual a fer les diferents operacions amb aquest instrumental a fer-les directament amb les mans.
Un dels últims èxits de la laparoscòpia ha estat el seu ús en la cistectomia radical, una alternativa a la cirurgia oberta per a aquells pacients que presenten un tumor de bufeta avançat.
Recentment han sorgit variants menys invasives en cirurgia laparoscòpica: la cirurgia laparoscòpica amb un enfocament estètic que a més són pràcticament indolores en el post operatori.